# 整備補給群 (第3航空団)
第3航空団整備補給群（だい3こうくうだんせいびほきゅうぐん）は、三沢基地に所在する第3航空団隷下の部隊である。

## 概要
第3航空団飛行群に所属する航空機や車両などの点検整備業務および同業務で使用する物品の補給・保管等を任務とする。

## 部隊編成
- 群本部
- 検査隊
- 装備隊
- 修理隊
- 車両器材隊
- 補給隊

## 主要幹部
| 官職名                  | 階級    | 氏名     | 補職発令日     | 前職                         |
| ----------------------- | ------- | -------- | -------------- | ---------------------------- |
| 第3航空団整備補給群司令 | 1等空佐 | 貝崎孝仁 | 2016年08月01日 | 航空幕僚監部防衛部防衛課勤務 |

| 代 | 氏名       | 在職期間                                                    | 前職                                                  | 後職                                  |
| -- | ---------- | ----------------------------------------------------------- | ----------------------------------------------------- | ------------------------------------- |
|    | 村岡泰和   | 0000年00月00日 - 1961年02月15日 ※1959年08月01日 1等空佐昇任 | （2等空佐）                                           | 北部航空方面隊司令部装備部長          |
|    |            | 0000年00月00日 - 0000年00月00日                             |                                                       |                                       |
|    | 後藤巌     | 0000年00月00日 - 1964年03月15日                             |                                                       | 航空自衛隊第1術科学校第2教育部長      |
|    | 佐藤年成   | 0000年00月00日 - 1965年07月15日                             |                                                       | 北部航空方面隊司令部装備部長          |
|    | 小田敬雄   | 0000年00月00日 - 1967年07月16日                             |                                                       | 航空幕僚監部装備部装備課調整班長      |
|    | 古矢正昭   | 0000年00月00日 - 1970年02月15日                             |                                                       | 西部航空方面隊司令部装備部長          |
|    | 原田健一   | 0000年00月00日 - 1972年07月16日                             |                                                       | 第3航空団付                           |
|    | 北原正美   | 0000年00月00日 - 1974年06月30日                             |                                                       | 航空自衛隊第3補給処保管部長           |
|    | 福岡菊雄   | 0000年00月00日 - 1976年09月30日                             |                                                       | 航空自衛隊第1術科学校第1教育部長      |
|    | 黒木當     | 0000年00月00日 - 1979年04月15日                             |                                                       | 航空自衛隊幹部学校勤務                |
|    | 磯野則曉   | 0000年00月00日 - 1981年08月31日                             |                                                       | 航空自衛隊幹部学校勤務                |
|    | 二宮健郎   | 1981年09月01日 - 1984年03月15日                             | 航空幕僚監部装備部整備課計画班長                      | 航空自衛隊幹部候補生学校教務課長      |
|    | 八谷弘     | 1984年03月16日 - 1985年07月31日                             | 第3航空団司令部装備部長                               | 航空幕僚監部人事教育部教育課 計画班長 |
|    | 石橋揚夫   | 1985年08月01日 - 1987年03月15日                             | 統合幕僚学校学校教官                                  | 航空自衛隊補給本部装備基準部 整備課長 |
|    | 煙草森辰治 | 1987年03月16日 - 1988年07月06日                             | 航空幕僚監部装備部補給課 補給第3班長                  | 航空自衛隊補給本部第4部長             |
|    | 高田知行   | 1988年07月07日 - 1990年07月31日                             | 警戒航空隊整備群司令                                  | 航空教育集団司令部装備部装備課長      |
|    | 森本城夫   | 1990年08月01日 - 1992年11月30日                             | 航空幕僚監部装備部補給課 補給第3班長                  | 航空幕僚監部監理部監理課長            |
|    | 高田紘一郎 | 1992年12月01日 - 1995年03月31日                             | 航空自衛隊補給本部勤務                                | 第4航空団副司令                       |
|    | 藤根順三   | 1995年04月01日 - 1996年06月30日                             | 航空幕僚監部人事教育部厚生課 給与室長                 | 航空幕僚監部装備部整備課長            |
|    | 岡澤克己   | 1996年07月01日 - 0000年00月00日                             | 航空総隊司令部装備部整備課長                          |                                       |
|    |            | 0000年00月00日 - 0000年00月00日                             |                                                       |                                       |
|    | 井上潔     | 0000年00月00日 - 2000年03月31日                             |                                                       | 航空幕僚監部装備部調達課長            |
|    | 高柳克也   | 2000年04月01日 - 2002年03月31日                             | 第3輸送航空隊整備補給群司令                           | 第12飛行教育団副司令                  |
|    | 宮本泰夫   | 2002年04月01日 - 2004年08月29日                             | 航空幕僚監部防衛部防衛課 業務計画班長                 | 航空幕僚監部装備部装備課長            |
|    | 渡邉和博   | 2004年08月30日 - 0000年00月00日                             | 航空幕僚監部装備部装備課 装備調整官 兼 調整班長       |                                       |
|    |            | 0000年00月00日 - 0000年00月00日                             |                                                       |                                       |
|    | 三浦芳行   | 0000年00月00日 - 2007年08月31日                             |                                                       | 航空幕僚監部装備部整備課長            |
|    | 堀田隆治   | 2007年09月01日 - 2009年08月02日                             | 航空幕僚監部総務部総務課総務調整官                    | 航空幕僚監部装備部補給課長            |
|    | 松原洋次郎 | 2009年08月03日 - 2011年07月31日                             | 技術研究本部 技術開発官（誘導武器担当）付 第4開発室長 | 航空自衛隊幹部学校 技術主任研究開発官 |
|    | 鈴木武則   | 2011年08月01日 - 2013年07月31日                             | 航空幕僚監部運用支援・情報部 情報課付                 | 航空総隊司令部装備部計画課長          |
|    | 徳重勇一   | 2013年08月01日 - 2014年11月30日                             | 航空幕僚監部装備部装備課計画班長                      | 航空総隊司令部装備部計画課長          |
|    | 加畑忠康   | 2014年12月01日 - 2016年07月31日                             | 航空幕僚監部人事教育部援護業務課 援護第2班長          | 航空自衛隊幹部学校勤務                |
|    | 貝崎孝仁   | 2016年08月01日 -                                            | 航空幕僚監部防衛部防衛課勤務                          |                                       |